# ناصر محمدی
ناصر محمدی یا داوود محمدی شلمانی (زاده ۱۳۲۵، تهران) کارگردان، نویسنده و تهیه‌کننده سینمای ایران است.
او فعالیت خود را از سال ۱۳۵۰ با کارگردانی فیلم شکار انسان آغاز کرد و در سال ۱۳۵۸ نمایشی به نام روسری قرمز را به روی صحنه برد.

## آثار

### کارگردانی
- عطر شیرین عطر تلخ (۱۳۹۸)
- بوی گل سرخ (۱۳۸۰)
- فرار بزرگ (۱۳۷۶)
- محکومین (۱۳۶۶)
- ملخ زدگان (۱۳۶۲)
- جانبازان (۱۳۶۱)
- قدیس (۱۳۶۰)
- باغ بلور (۱۳۵۷)
- تلافی (۱۳۵۶)
- جایزه (۱۳۵۵)
- والده آقا مصطفی (۱۳۵۵)
- اسلحه (۱۳۵۴)
- راننده اجباری (۱۳۵۴)
- مشکی (۱۳۵۴)
- خشم و خون (۱۳۵۳)
- در آخرین لحظه (۱۳۵۲)
- شرور (۱۳۵۲)
- گریز از مرگ (۱۳۵۲)
- شکار انسان (۱۳۵۰)

### نویسندگی
- بوی گل سرخ (۱۳۸۰)
- محکومین (۱۳۶۶)
- قدیس (۱۳۶۰)
- جایزه (۱۳۵۵)
- سیاه بخت (۱۳۵۵)
- والده آقا مصطفی (۱۳۵۵)
- اسلحه (۱۳۵۴)
- مشکی (۱۳۵۴)
- آقای جاهل (۱۳۵۲)
- شرور (۱۳۵۲)
- گریز از مرگ (۱۳۵۲)